# Julius Loßmann
Julius Loßmann (* 24. April 1882 in Glan-Münchweiler; † 29. März 1957 in Nürnberg) war ein Politiker der Sozialdemokratischen Partei Deutschlands.

## Leben
Loßmann lernte das Schuhmacherhandwerk und wurde Gewerkschaftsmitglied. Er zog 1900  nach Nürnberg und trat hier in die SPD ein, deren Nürnberger Parteisekretär er von 1918 bis 1933 war. 1933 wählten ihn die Nürnberger in den Stadtrat.
Im gleichen Jahr setzte noch die Verfolgung der Sozialdemokraten durch die Nationalsozialisten ein, weshalb Loßmann 1933/34 und 1944/45 insgesamt 20 Monate im KZ Dachau inhaftiert war.
1946 zog er wieder in den Stadtrat ein, wurde Vorsitzender der SPD-Fraktion und Bezirkssekretär seiner Partei.
Ab dem 7. Dezember 1949 bis zu seinem Tod bekleidete er das Amt eines ehrenamtlichen Bürgermeisters der Stadt Nürnberg.
In dieser Funktion war er erster Aufsichtsratsvorsitzender der Flughafen Nürnberg GmbH und trat auch sonst häufig öffentlich in Erscheinung. Beispielsweise legte er 1950 den Grundstein für die Siedlung Falkenheim.
Loßmann wurde am Südfriedhof (Grab Nr. 34 a/b) beigesetzt.

## Straßenwidmung
Die Julius-Loßmann-Straße in Nürnberg bildet die Grenze zwischen Südfriedhof und Gartenstadt. Vor ihrer Umbenennung, zum Gedenken an Julius Loßmann, war sie Teil der Katzwanger Straße.